# Пояна-ку-Четате
Пояна-ку-Четате (рум. Poiana cu Cetate) — село у повіті Ясси в Румунії. Входить до складу комуни Граждурі.
Село розташоване на відстані 306 км на північ від Бухареста, 18 км на південь від Ясс.

## Населення
За даними перепису населення 2002 року у селі проживали 214 осіб, усі — румуни. Усі жителі села рідною мовою назвали румунську.